# Lastage
Le Lastage est un quartier de l'arrondissement Centre d'Amsterdam, capitale des Pays-Bas. Il est délimité par deux canaux, le Geldersekade à l'ouest et l'Oudeschans à l'est, se trouvant immédiatement à l'est de l'ancienne ville médiévale.
Il est également connu sous le nom de Nieuwmarktbuurt (« Quartier du nouveau marché ») en référence au Nieuwmarkt qui borde le Geldersekade au sud et est inscrit au patrimoine national (Rijksbeschermd gezicht). Situé en plein cœur de la ville, le quartier, à proximité de la gare centrale, est bordé par Zeedijk, De Wallen et la Waterlooplein.

## Histoire

### Développement du Nieuwmarkt
En raison de l'expansion de la ville au XVIIe siècle, l'ancienne porte médiévale connue sous le nom de Sint Antoniespoort (« Porte Saint-Antoine ») perd sa fonction originelle. Elle est alors reconvertie successivement en bourse, poids public, puis maison de guildes. En remblayant partiellement le canal anciennement situé devant la porte, une nouvelle place du marché est créée, sous le nom de Nieuwmarkt.

### Époque contemporaine

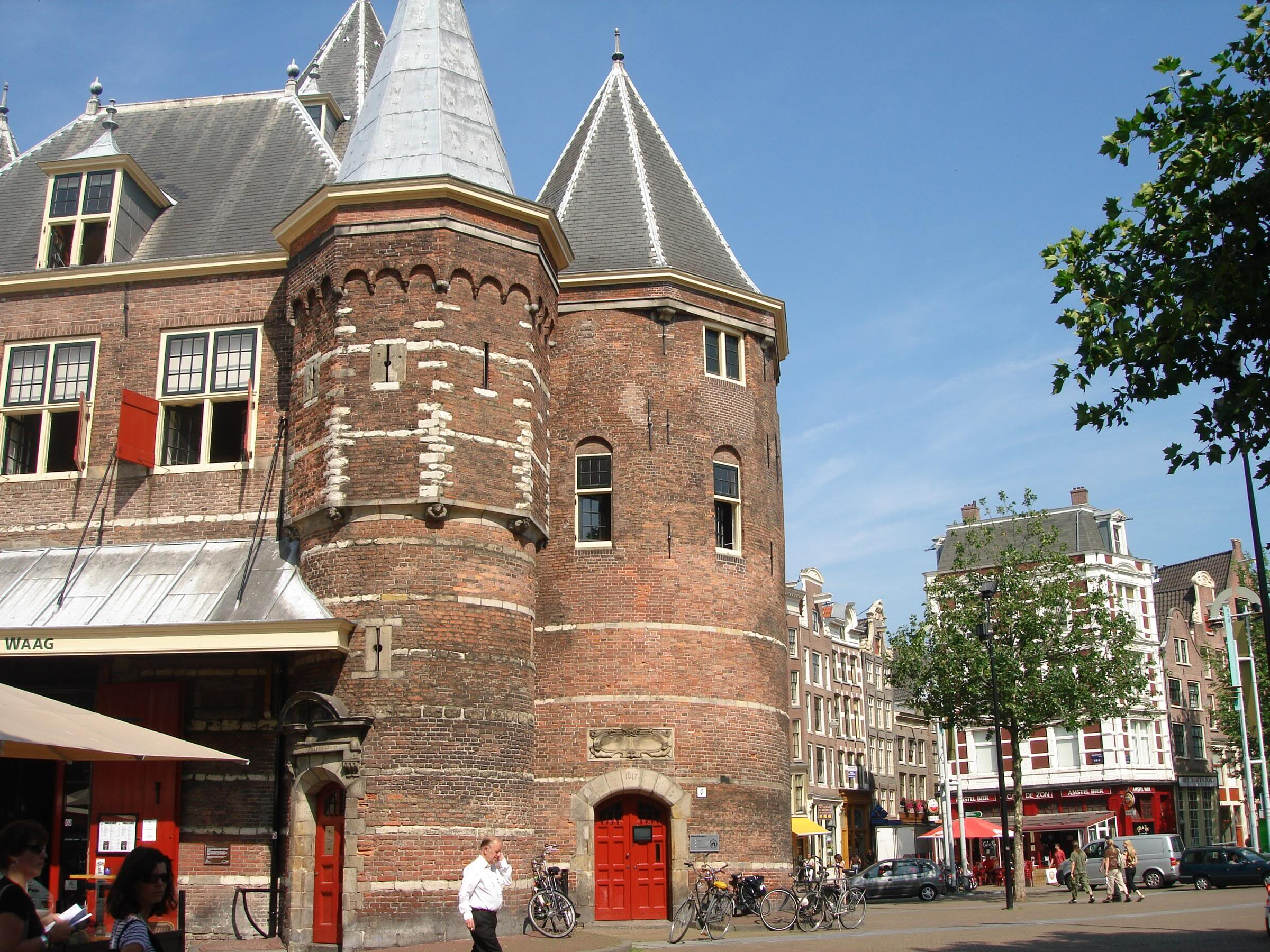
Nieuwmarkt avec l'ancienne porte médiévale aujourd'hui connue sous le nom de Waag.

Le quartier ne connut pas de changements majeurs au cours des siècles qui suivirent. Avec l'arrivée des communautés juives Séfarade et Ashkénaze dans les quartiers voisins, certaines parties du Lastage furent rattachées au quartier juif (Jodenbuurt). Cependant, à la suite de l’occupation du pays par les nazis pendant la Seconde Guerre mondiale, la plupart des résidents furent déportes, et une grande partie du quartier tomba en ruines.

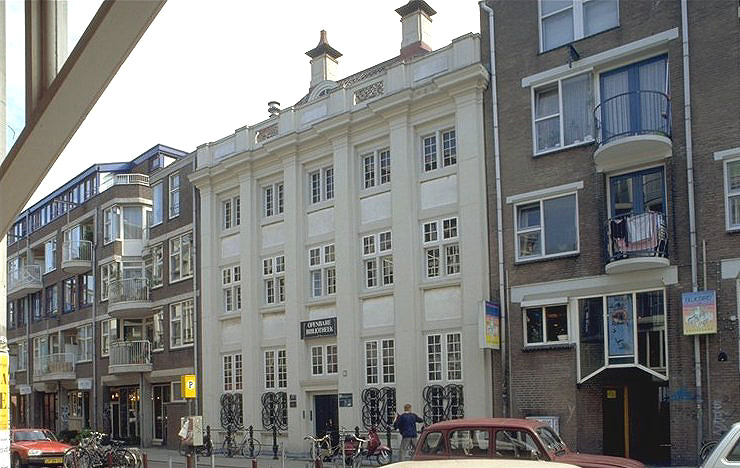
Maison De Pinto.

Dans les années 1960 et dans le cadre du Plan de reconstruction d'après guerre de 1953, le conseil municipal propose un projet de voie express ainsi qu'une ligne de métro qui devait passer par le quartier. Sous le commandement de Geurt Brinkgreve, un activiste défendant le patrimoine municipal, des manifestations ont lieu entre 1967 et 1975 pour la conservation de la massive maison De Pinto, qui se trouvait directement sur le tracé de la future avenue. Des activistes du « mouvement des squatteurs » (kraakbeweging) parviennent à protéger le bâtiment, avec l'appui de la De Pinto Foundation, créée spécialement en 1971 à l'initiative de Brinkgreve. En protégeant ce bâtiment à la localisation stratégique, la construction controversée de l'avenue est bloquée de manière efficace. Le 5 janvier 1972, le conseil municipal prend la décision d'abandonner le projet. La De Pinto Foundation parvient en outre à rénover la maison avec succès entre 1974 et 1975.
En dehors du projet de construction de la route, de nombreux immeubles de bureau sont également détruits pour laisser place à des logements. Entre 1975 et 1984, de nouveaux immeubles sont construits autour de la Pinto. La ligne est du métro d'Amsterdam est cependant construite selon les plans et la méthode de construction utilisée implique la destruction de pans entiers de bâtiments. Le 24 mars et le 8 avril 1975, des émeutes pour protester contre la démolition de maisons qui étaient encore en bon état prennent place,.